# 沃莱瓦奇
50°53′59″N 30°58′17″E / 50.89972°N 30.97139°E
沃莱瓦奇（烏克蘭語：Волевачі），是烏克蘭北部切爾尼希夫州切爾尼希夫區奥斯泰尔市镇的村庄。面積1.7平方公里，海拔高度113米，2001年人口269，人口密度每平方公里158.33人。